# Ctenosia infuscata
Ctenosia infuscata là một loài bướm đêm thuộc phân họ Arctiinae, họ Erebidae.